# Égoïste (magazine)
Égoïste est un magazine français à périodicité irrégulière consacré à la photographie, fondé en 1977 par Gérard-Julien Salvy (directeur) et Nicole Wisniak (rédactrice en chef).

## Historique
Égoïste se voulait initialement un trimestriel. Dans les faits, la revue sort épisodiquement.
Mais cette revue au format inhabituel, bénéficiant de publicités des grandes marques de l'habillement et du luxe (parfums, montres...), a su attirer de photographes célèbres (Helmut Newton, Richard Avedon, Bettina Rheims, Philippe Morillon, etc.), consacrant à leurs œuvres des pleines pages noir et blanc. Et obtenir de courtes chroniques ou entretiens d'écrivains, notamment Marguerite Duras, Cioran, Jean-Edern Hallier, Françoise Sagan, William Styron, Jean d'Ormesson, Michel Tournier, Bernard-Henri Lévy, François Nourissier, etc. ,.
Elle est devenue culte. Chaque numéro est un collector.

### Articles de journaux
Classement par date de parution.
- Rédaction Le Monde, « Un nouveau trimestriel : " Égoïste " », Le Monde,‎ 22 mai 1982 (lire en ligne).
- Martine de Rabaudy, « Photos superbes, articles d'écrivains soigneusement mis en pages: Nicole Wisniak a inventé le magazine culte. », L'Express,‎ 27 juin 1996 (lire en ligne).
- Brigitte Ollier et Élisabeth Lebovici, « Avedon très « Egoiste ». », Libération,‎ 30 septembre 2000 (lire en ligne).
- Rédaction Libé, « «Egoïste» : capricieux, cher et chic. », Libération,‎ 6 mai 2011 (lire en ligne).
- Rédaction PM, « « Egoïste », la meneuse des revues. », Paris Match,‎ 10 mai 2011 (lire en ligne).
- Rédaction Bleat Mag, « “Egoïste”, la revue française la plus élitiste est de retour », Bleat Mag,‎ 14 mai 2011 (lire en ligne).
- Michel Guerrin, « Le phénix « Egoïste » », Le Monde,‎ 22 janvier 2015 (lire en ligne).